# Alpinia schultzei
Alpinia schultzei là một loài thực vật có hoa trong họ Gừng. Loài này được Lauterb. ex Valeton mô tả khoa học đầu tiên năm 1914.